# میندسنت‌گودیشا
میندسنت‌گودیشا (به مجاری:  Mindszentgodisa) یک شهرداری در مجارستان است که در ناحیه هدی‌هات واقع شده‌است. میندسنت‌گودیشا ۲۲٫۹۷ کیلومتر مربع مساحت و ۱٬۰۱۱ نفر جمعیت دارد.